# Aok
Aok ist eine Marke für Hautpflegeprodukte mit „natürlichem“ Image, die in Deutschland und Österreich vertrieben wird.
Der Name der 1903 eingetragenen Marke geht auf das ursprüngliche Unternehmen zurück. Er ist ein Akronym für Anhalt, den Familiennamen des Gründers, und Ostseebad Kolberg, dem Gründungsort, und wird als ein Wort ausgesprochen.

## Geschichte
Ab 1885 stellte der Apotheker Wilhelm Anhalt im Ostseebad Kolberg (heute Kołobrzeg in Polen) Körperpflegeprodukte her und verkaufte sie in erster Linie an Kurgäste und Urlauber. Eines der ersten Produkte war die Seesand-Mandelkleie, die bis heute im Sortiment geführt wird; andere Produkte waren Mandelkleie-Pulver und Mandelkleie-Seife.
1903 wurde die Marke Aok eingetragen und ist damit eine der ältesten Marken der Welt. 1913 wurde die bayerische Kammersängerin, Schauspielerin und Gesangspädagogin Hermine Bosetti als „Gesicht“ (Testimonial) der Marke angeheuert.
1940 starb der Unternehmensgründer. Nachdem das Unternehmen im Zweiten Weltkrieg erst das Unternehmensgelände an die Wehrmacht abtreten musste und das Werk im Krieg zerstört wurde, schließlich Pommern an Polen fiel, wurde 1949 im rheinland-pfälzischen Bad Münster am Stein ein neuer Unternehmenssitz samt Produktion aufgebaut.

Ehemaliges Logo von Aok (2009)

1973 wurde das Unternehmen vom Pharmakonzern Squibb-von Heyden, einem Teil der Squibb Corporation, aufgekauft und der Unternehmenssitz nach München verlegt. In der Folge diversifizierte Aok das Produktportfolio, so wurden etwa auf Hauttypen oder für unterschiedliche Altersklassen (Teenager, ab 30) abgestimmte Produkte eingeführt.
1983 wurde Aok vom Düsseldorfer Henkel-Konzern gekauft. Seit 2019 gehört die Marke Aok der Labori International B.V. mit Sitz Breda (Niederlande).
Im heutigen Kołobrzeg gibt es ein kleines Museum zur ehemaligen Produktionsstätte von Aok.